# Royaume de Madagascar
« Royaume merina » redirige ici.  Pour le royaume avant 1817, voir Royaume d'Imerina.
1817–1897
(79 ans, 4 mois et 5 jours)
Entités précédentes :
- Royaume d'Imerina
- Betsileo
- Bezanozano

Entités suivantes :
- Protectorat français de Madagascar
- République française (Colonie de Madagascar et dépendances)

Le royaume de Madagascar, également connu sous le nom de royaume Merina (ou d'Imerina), est une entité politique souveraine établie au centre de Madagascar du 27 octobre 1817 au 1er mars 1897, date à laquelle il est aboli par décision du général Gallieni, Madagascar étant récemment devenue une colonie française.
Au cours de ces quatre-vingt années tumultueuses, les souverains mérinas revendiquent le titre de 'Mpanjakan'i Madagasikara (« souverain de Madagascar »), sous l'influence du Royaume-Uni. Cette dénomination n'est cependant pas acceptée dans toute l'île : bien que les princes de chaque ethnie reconnaissent un lien de suzeraineté envers les souverains mérinas, quelques régions telles que le pays Tanala d'Ikongo dans le sud-est, l'extrême sud semi-désertique et l'Ambongo, une zone peu habitée du nord-ouest de l'île, demeurent insoumises.

## Histoire
L'histoire de la région centrale de Madagascar remonte à l'époque où elle était peuplée par une communauté autochtone connue sous le nom de « Vazimba ». Les conflits territoriaux entre les Vazimbas et les Hova, arrivés ultérieurement dans l'île, aboutirent à la domination relative des territoires par les Hova, caractérisés par leur ingéniosité et leur organisation .
Le Royaume merina, également désigné comme le royaume d'Émyrne ou le royaume d'Ancove, était établi dans la région nord-est de l'actuel pays merina ou Imerina. Les premiers souverains de cette région, remontant à la tradition, incluaient des figures telles qu'Andrianerinerina, Rafohy et Rangita, qui ont régné aux alentours du XIIe siècle et au XVIe siècle.
À la même époque, la partie occidentale du territoire merina, connue sous le nom d'Imamo, constituait également un royaume distinct. Ce n'est qu'au début du XIXe siècle qu'Andrianampoinimerina parvint à unifier définitivement le royaume merina, organisant ses territoires en unités sociopolitiques appelées fokonolona, et étendant son autorité sur l'Imamo et les territoires méridionaux.

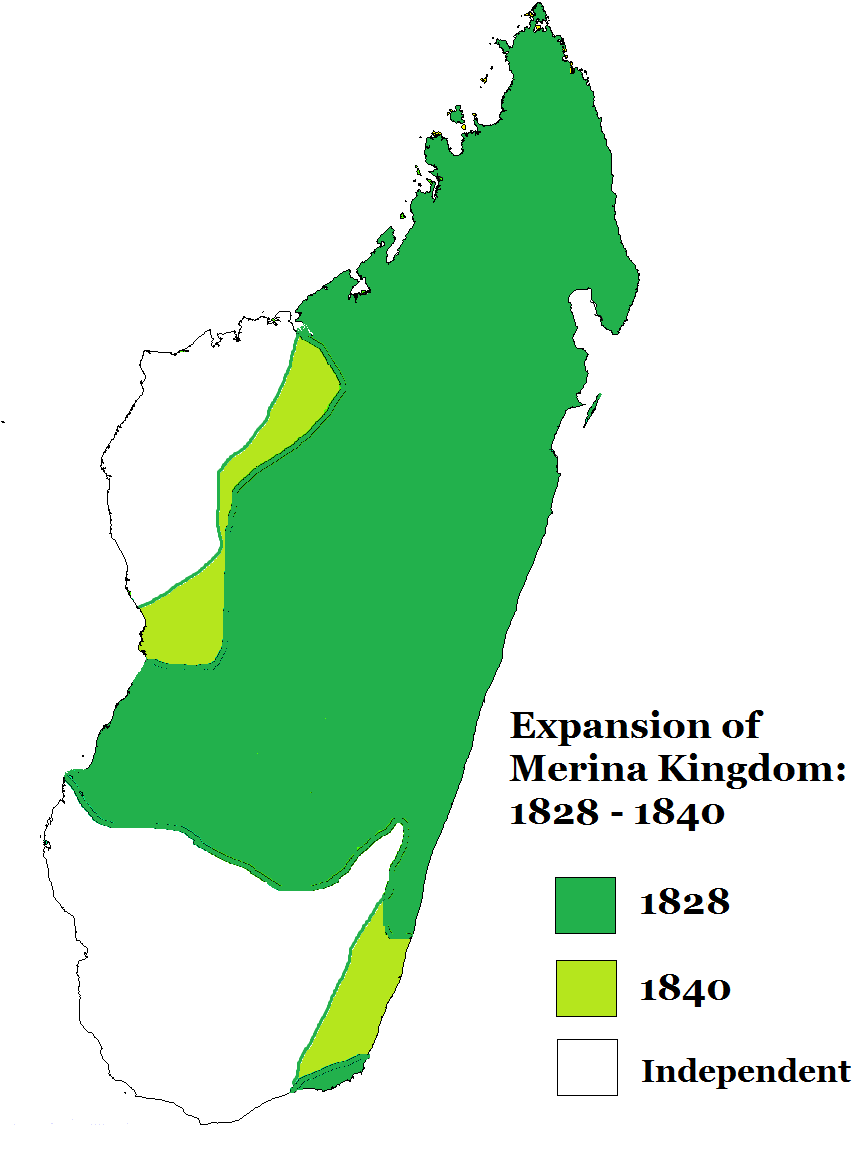
Expansion du royaume sous Ranavalona I

Le 27 octobre 1817, le royaume merina fut officiellement proclamé Royaume de Madagascar. Cependant, cette souveraineté prit fin en 1897 après l'invasion coloniale de l'île par la France, sous l'autorité du gouverneur Joseph Gallieni, marquant ainsi le début de la colonisation française de Madagascar.
La liste des rois et reines qui dirigèrent le Royaume de Madagascar comprend des figures telles que Rafohy, Rangita, Ralambo, Andrianjaka, Andriamasinavalona, Ramboasalama (Andrianampoinimerina), Radama Ier, Ranavalona Ire, Radama II, Rasoherina, Ranavalona II et Ranavalona III. La monarchie prit fin avec l'abolition de l'esclavage, des castes et de la monarchie elle-même, et la dernière reine, Ranavalona III, vécut en exil jusqu'à sa mort en 1917.

## Souverains
Souverains successifs, selon Louis Rakotondravelo.

### Jusqu'au royaume de Madagascar
- 1520-1530 : Rangita (Rangitamanjakatrimovavy). Rangita avait choisi la colline d'Imerimanjaka, elle avait un royaume encore vague et sans fondement apparent.
- 1530-1540 : Rafohy. Rafohy n'est pas encore bien déterminée, mais elle aurait été peut-être la sœur ou la fille de Rangita. Selon les sources, elle aurait établi son règne à Alasora.
- 1540-1575 : Andriamanelo. Andriamanelo est le fils ainé de Rafohy. Selon les sources, Andriamanelo fut designé par Rafohy et Rangita comme premier dans la succession et qu'après lui, Andriamananotany son frère cadet prendrait le relais. Cependant, Andriamanelo pensa autrement.
- 1575-1600 : Ralambo. Au lieu de son frère cadet, Andriamanelo désigna son fils Ralambo. Malgré sa succession du souverain d'Alasora, Ralambo installa sa capitale à Ambohidrabiby.
- 1600-1610 : Andriantompokoindrindra, le fils ainé de Ralambo. Le siège de son royaume était établi sur la colline d'Ambohimalaza.
- 1610-1630 : Andrianjaka, le fondateur de la ville d'Antananarivo. Étant le frère cadet d'Andriantompokoindrindra d'Ambohimalaza, il lui succédera.
- 1630-1650 : Andriatsitakatrandriana (données manquantes).
- 1650-1670 : Andriatsimitoviaminiandriandehibe (données manquantes).
- 1670-1675 : Andrianjakatsitakatrandriana.
- 1675-1710 : Andriamasinavalona.
- 1710-1730 : Andriantsimitoviaminiandriana Andriandrazaka.
- 1730-1770 : Andriambelomasina.
- 1770-1787 : Andrianjafynandriamanitra.
- 1787-1810 : Andrianampoinimerina.
- 1810-1828 : Radama Ier.

### Royaume de Madagascar
- 1828-1861 : Ranavalona Ire.
- 1862-1863 : Radama II.
- 1863-1868 : Rasoherina (nom de naissance : Rabodo ou Rabodozanakandriana).
- 1863-1883 : Ranavalona II ou Ramorabe (nom de naissance : Ramoma).
- 1868-1895 : Ranavalona III (nom de naissance : Razafindrahety). Fin de la monarchie Merina.